# Чмир Валерій Павлович
Валерій Павлович Чмир (7 травня 1947, м. Пирятин, Полтавська обл — 22 квітня 2017) — український лікар, письменник, журналіст, політик. Кандидат медичних наук (1982), член ДемПУ (з 1990); член правління Всеукраїнського лікарського товариства (з 1992).

## Життєпис
Народився в Пирятині на Полтавщині. Закінчив Київський медичний інститут, лікувальний факультет (1967-73); кандидатська дисертація «Гемодинамічне та кисневе забезпечення фізичних навантажень у хворих з різним рівнем ліпідів у крові».
09.1973 — 08.1974 — лікар терапевтичного відділення, лікарня N 23, м. Київ.
08.1974 — 08.1976 — начальник мед. пункту, в/ч 15480, Астраханська обл.
09.1976 — 09.1977 — дільничний терапевт, поліклініка N 23, м. Київ.
09.1977-09.1980 — аспірант відділення атеросклерозу, 09.1980-11.1982 — м.н.п., 11.1982-06.1985 — с.н.п. відділення реабілітації після інфаркту міокарда, Укр. НДІ кардіології.
З 06.1985 — асистент катедри терапії Київської медичної академії післядипломної освіти ім. П. Шупика (з 1985).
Також працював політичним оглядачем газети «Вісті з України»

## Громадська і політична діяльність
12.1992 — 05.1998 — член президії Національної ради ДемПУ.
Березень 1994 — кандидат у народні депутати України, Збаразький виб. окр. N 361, Терноп. обл., висун. ДемПУ, 1-й тур — 3.96 %, 5 місце з 10 прет.
Березень 1998 — кандидат в народні депутати України від «Блоку демократичних партій — НЕП», N 36 в списку, виб. окр. N 222, м. Київ. З'яв. 59.6 %, за 0.6 %, 19 місце з 22 прет.
Член Національної спілки письменників України (з 1990), Українського товариства кардіологів (з 1977), Всеукраїнського лікарського товариства (з 1989).

## Творчість
Автор (співавтор) понад 80 наукових праць, численних політологічних і публіцистичних статей, роману «Росичі» (1986).

## Родина
Батько Павло Іванович (1920, с. Грузьке, Київщина — 1986) — журналіст, мати Ольга Яківна (1925) — домогосподарка; дружина Валерія Іванівна (1941) — учитель іспанської мови, СШ № 64 м. Києва; син Любомир (1974) — лікар-стоматолог, лікарня № 24 м. Києва; син Радислав (1981).